# Iglesia de San Nicolás (Tallin)
La iglesia de San Nicolás (en estonio: Niguliste kirik) fue una antigua iglesia medieval en Tallin, la capital de Estonia. Estuvo dedicada a San Nicolás, patrono de los pescadores y marineros. Originalmente construida en el siglo XIII, fue parcialmente destruida en el bombardeo soviético de Tallin en la Segunda Guerra Mundial. Después de la restauración no se han vuelto a realizar misas en el interior, sino que alberga el Museo Niguliste, una sede del Museo de Arte de Estonia, centrado en arte eclesiástico desde el Medievo en adelante. También es utilizado como sala de conciertos.

## Historia
La iglesia se construyó entre 1230 y 1275 por mercantes de Westfalia que llegaron desde la isla de Gotland en el siglo XIII. Mientras que la ciudad carecía de estructuras defensivas, la iglesia tenía grandes barrotes en su entrada, aspilleras y escondites para los refugiados. Cuando las fortificaciones en Tallin concluyeron en el siglo XIV (las murallas protegían la iglesia y el recinto desde 1310), la iglesia de San Nicolás perdió su función defensiva y se convirtió en un templo medieval al uso. Únicamente algunas partes de la iglesia original se han conservado hasta la actualidad.
En 1405-1420, la iglesia de San Nicolás obtuvo su apariencia actual, cuando la nave central se proveyó de un triforio situado sobre las naves laterales, arquitectura típica de las basílicas. En 1515 se construyó una torre más alta coronada por un chapitel gótico tardío. A finales del siglo XVII la torre se reforzó y aseguró, mientras que el antiguo chapitel se reemplazó por otro en estilo barroco con grandes galerías, que se fueron alzando durante los siguientes siglos; actualmente la torre alcanza los 105 metros.
San Nicolás fue la única iglesia en Tallin que no sufrió ataques ni modificaciones durante la iconoclasia que trajo la Reforma protestante en 1523. El líder de la congregación derramó plomo fundido sobre las cerraduras de la iglesia, por lo que las hordas furiosas no pudieron acceder al templo, aunque sí que se convirtió en una congregación luterana ese mismo siglo.
El 9 de marzo de 1944 la iglesia fue gravemente dañada por las bombas soviéticas en la Segunda Guerra Mundial. El incendio resultante destruyó la iglesia y la mayoría del interior, excepto de la capilla de San Antonio, incluyendo los bancos, las galerías y los púlpitos. La torre continuó desprendiendo humo durante un mes. La mayoría de los tesoros artísticos sobrevivieron gracias a la temprana evacuación de la iglesia. La renovación de la iglesia comenzó en 1953 y se concluyó en 1981.
La torre sufrió un nuevo incendio el 12 de octubre de 1982, siendo destruida junto a su chapitel, las techumbres de la nave y la capilla de San Antonio fue dañada. Tras la restauración llevada a cabo por el conservador y restaurador Villem Raam, la iglesia fue inaugurada en 1984 como museo y sala de conciertos, donde se exhibe la colección de arte medieval del Museo de Arte de Estonia.
En enero de 2022 se cerró el museo para la construcción de un ascensor en la torre y un gran mirador en la cima con vistas de toda la ciudad, siendo inaugurado el 11 de marzo de 2023.

## Colección
La pieza más relevante del museo es Danse Macabre del maestro alemán de Lübeck Bernt Notke, que muestra la trascendencia de la vida. Esta danza macabra es un tema recurrente en el arte medieval. Únicamente se ha conservado el fragmento inicial de la pintura original de 30 metros, realizada a finales del siglo XV.

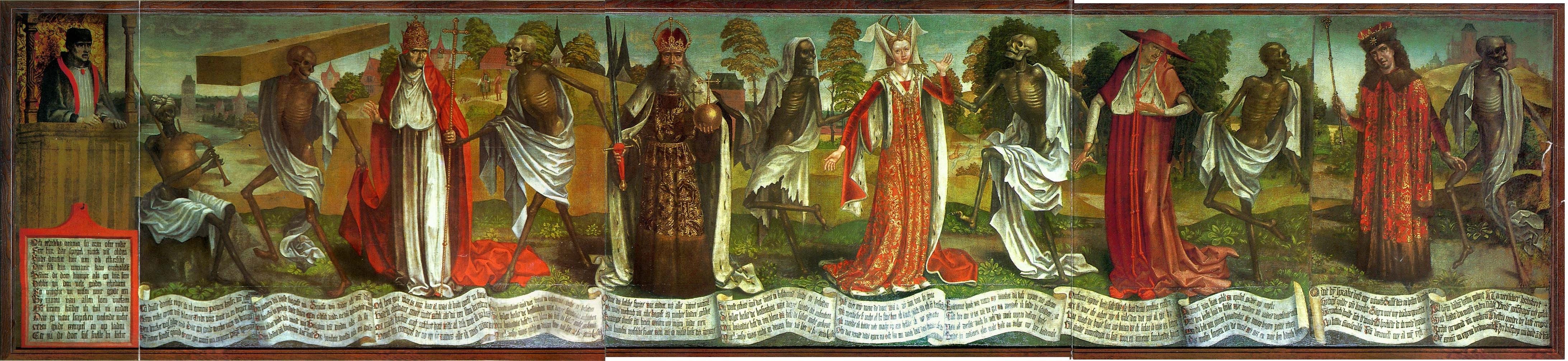
La Danza Macabra del maestro Bernt Notke.

El antiguo altar de la iglesia de San Nicolás fue realizado entre 1478 y 1481 en el taller de Hermen Rode, pintor también oriundo de Lübeck. Se trata de uno de los altares alemanes más grandes de la Liga Hanseática en el siglo XV. Las pinturas de los flancos exteriores de este políptico muestran la vida de San Nicolás y San Víctor, la parte central y los paneles desdoblados muestran treinta esculturas de madera formando la denominada galería de santos. Los paneles exteriores muestran los emblemas del Gran Gremio de Tallin y la Hermandad de los Cabezas Negras. La grada muestra a los Padres de la Iglesia y los fundadores de varias órdenes: Bernardo de Claraval, Gregorio Magno, Jerónimo, Agustín de Hipona, Ambrosio de Milán y Benito de Nursia.
The museum contains several other notable late Gothic and early Northern Renaissance works of art. 
Asimismo, se puede mencionar el altar de Santa María y la Hermandad de los Cabezas Negras de 1500, realizado en Brujas por el maestro anónimo de la leyenda de Santa Lucía. Los otros paneles muestran la Anunciación en técnica de grisalla.

## Galería de imágenes

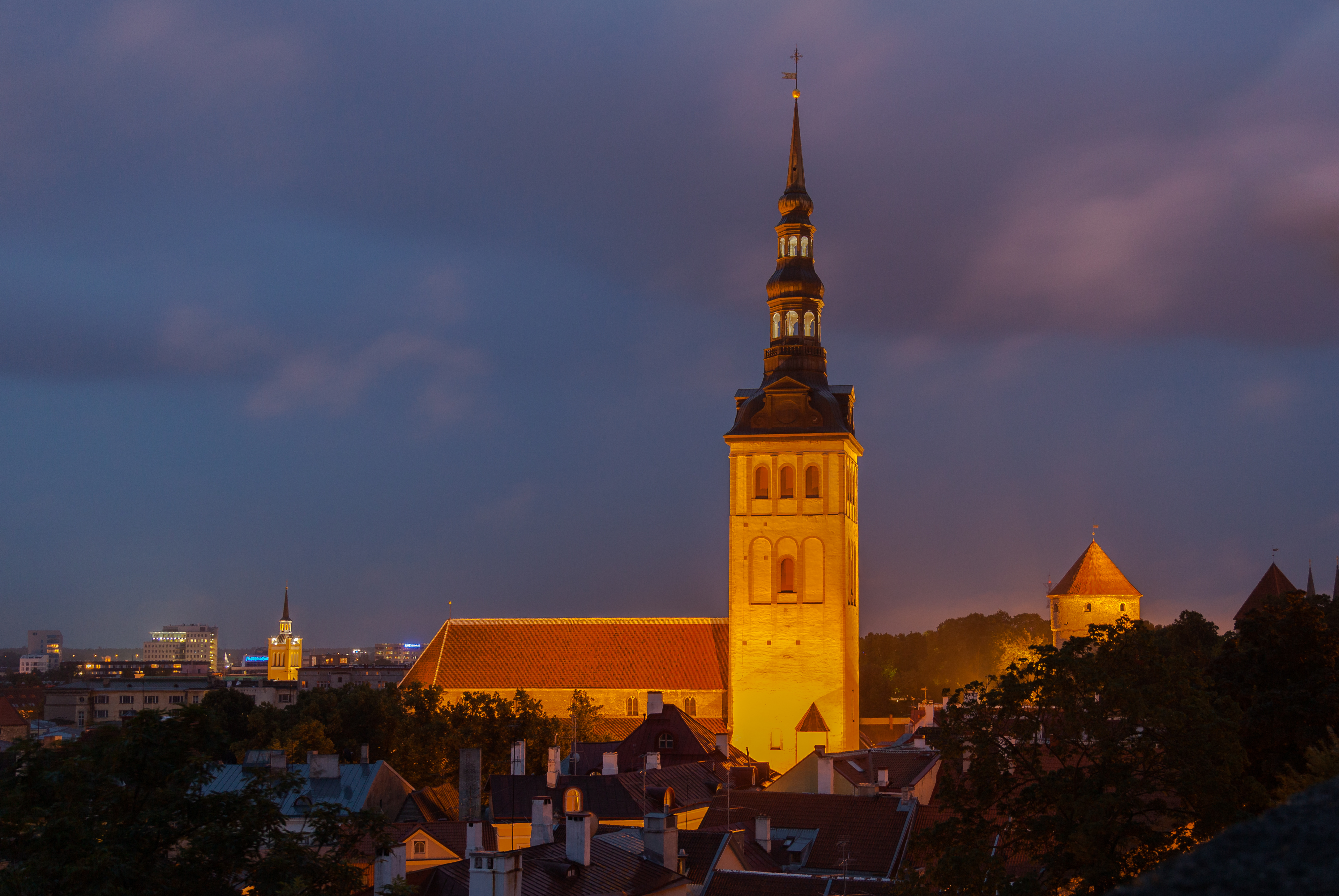
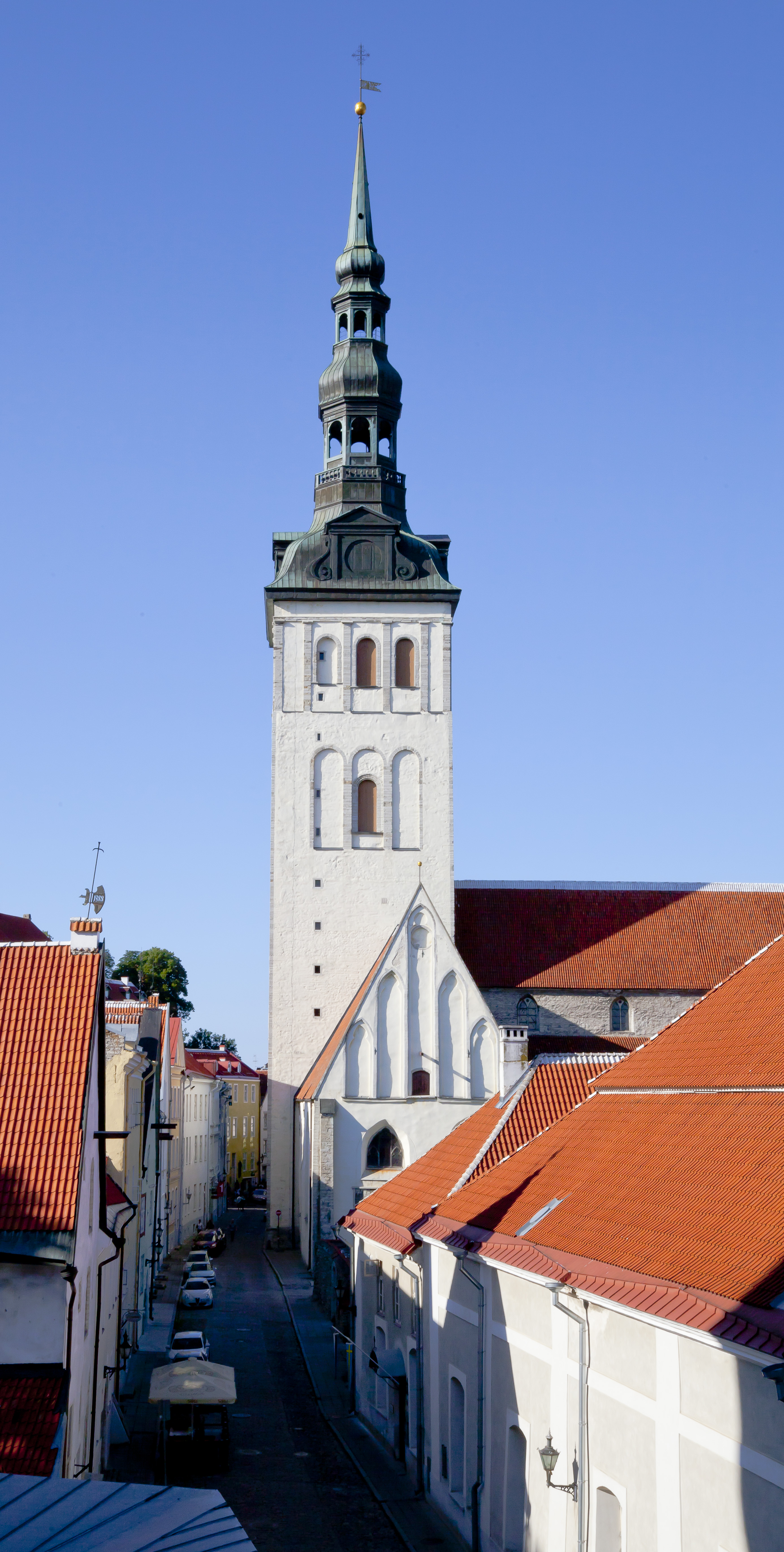
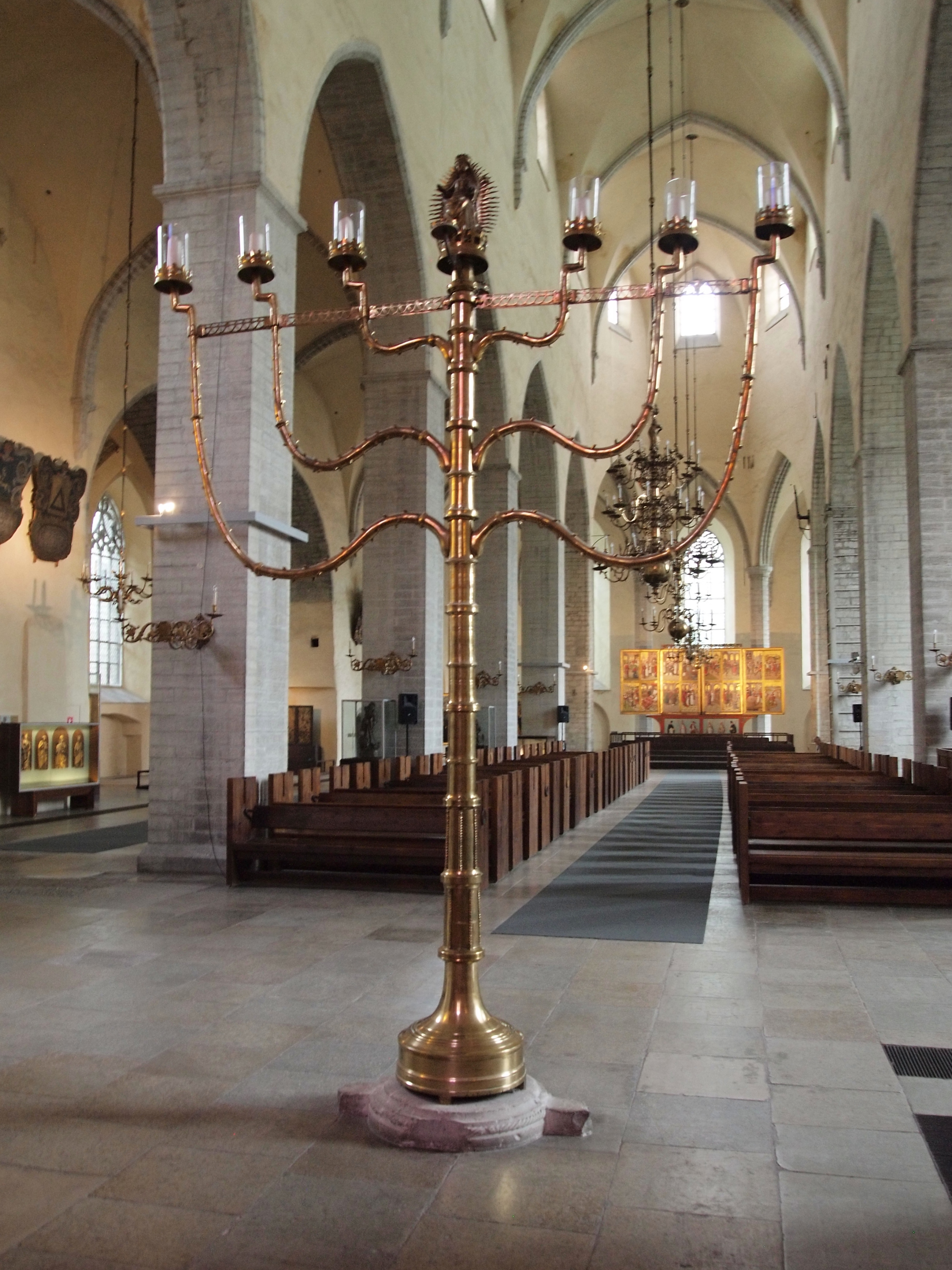
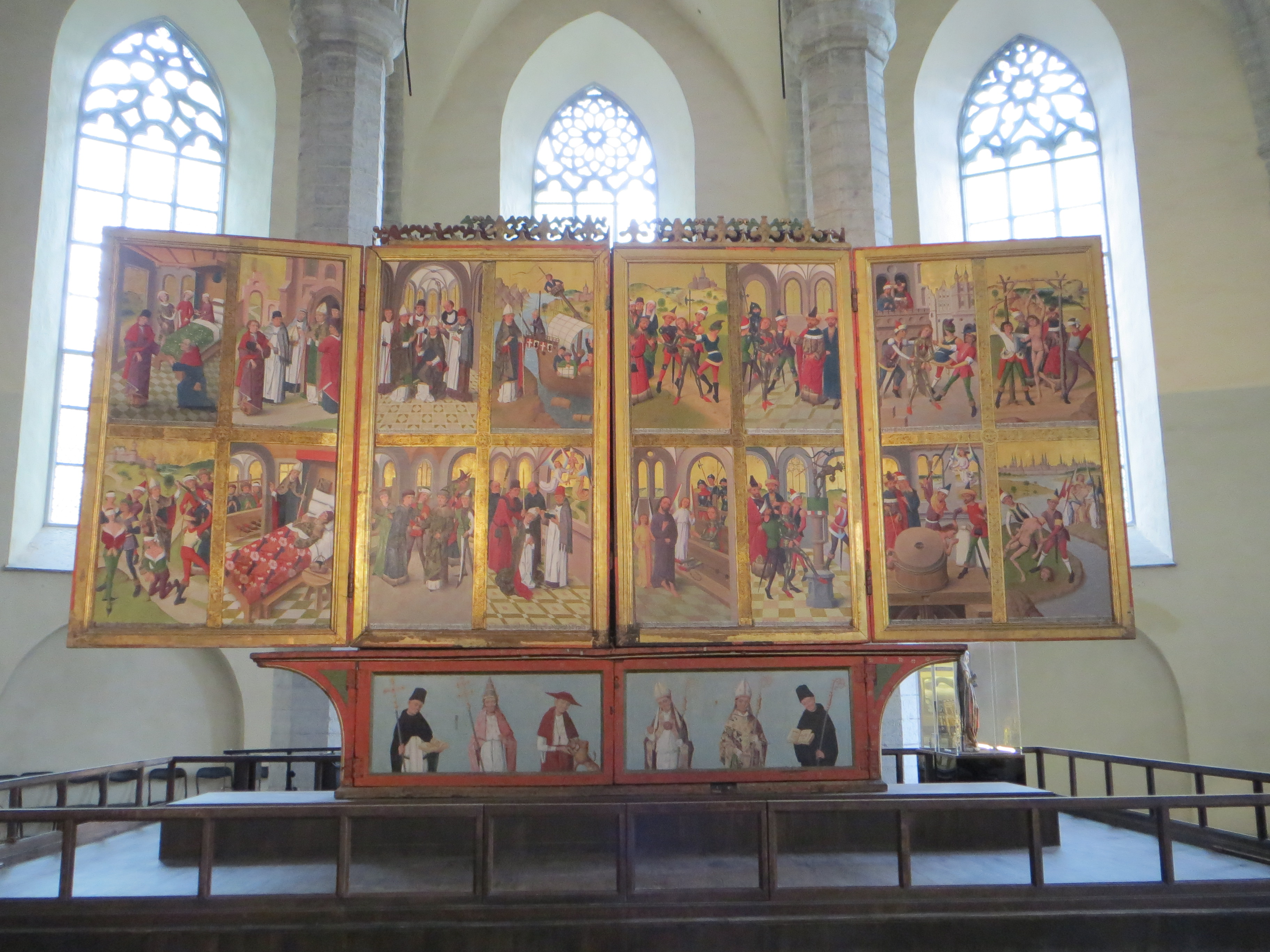